# Le Cordon Bleu
Denne side handler om en fransk uddannelsesinstitution. For madretten, se Cordon bleu.
Le Cordon Bleu (fransk: "Det Blå Bånd"; LCB) er en fransk uddannelsesinstitution inden for service og madlavning, der underviser i haute cuisine. Dens uddannelsestilbud fokuserer på hospitality management, madlavning og gastonomi. Institutionen består af 35 institutter i 20 lande og har over 20.000 studerende.
Le Cordon Bleu blev grundlagt i 1895.

## Campusser
Le Cordon Bleu har skoler i en række byer over hele verden.
Campusser i Europa
- Paris, Frankrig
- London, Storbritannien
- Madrid, Spanien
- Istanbul, Tyrkiet

Campusser i Nord- og Sydamerika
- Brasilien
  - Rio de Janeiro
  - São Paulo
- Ottawa, Ontario, Canada
- Mexico City, Mexico
- Lima, Peru

Campusser i Oceanien
- Australien
  - Adelaide
  - Brisbane
  - Melbourne
  - Sydney
- Wellington, New Zealand

Campusser i Asien
- Shanghai, Kina
- Beirut, Libanon
- Gurgaon, Indien
- Tokyo, Japan
- Seoul, Korea
- Kuala Lumpur, Malaysia
- Kaohsiung, Taiwan
- Bangkok, Thailand
- Manila, Filippinerne